# Lamosa
Lamosa is een plaats (freguesia) in de Portugese gemeente Sernancelhe en telt 195 inwoners (2001).